# Еминбегова къща
Еминбеговата къща (на гръцки: Η οικία του Εμίν Μπέη, Πολυκέντρο) е историческа постройка в южномакедонския град Енидже Вардар, Гърция.

## История
Къщата на Емин бей е разположена в централната част на града, на централната пешеходна алея. Построена е в началото на XX век за резиденция на последния османски управител Емин бег. Сградата не пострадва по време на войните. От 1930 до 1985 година в нея се помещава Ениджевардарската болница, като са правени многобройни промени, свързани с това ѝ предназначение. На 20 октомври 1985 година болницата е прехвърлена на улица „Бафра“. Помощните сгради са разрушени и къщата е възстановена в оригиналния си вид. В нея се помещава Центърът за екологично образование.
Представлява двуетажна неокласическа сграда с размери 15,20 m на 12,30 m. Между етажите по фасадите има фризове. Покривът е на четири води с керемиди. Около покрива има нисък парапет, който прикрива керемидите. Прозорците са правоъгълни с рамки и малки корнизи. Ъглите са оформени с декоративни колони от дялан камък. Входът също е оформен с декоративни каменни колони и фриз, придружен от двете страни от две тесни прозорци.
Сградата заедно с къщата на Томас Мангриотис повлияват неокласическите къщи, построени в периода между двете световни войни в различни части на града – край парка Агиос Георгиос и по централната улица „Христос Хадзидимитриу“.